# Harold Annison
Harold Edward Annison (* 27. Dezember 1895 in London; † 27. November 1957 in Lancing) war ein britischer Schwimmer und Wasserballspieler.

## Karriere
Annison begann seine sportliche Laufbahn bei regionalen Schwimmwettbewerben. 1920 nahm er zum ersten Mal an Olympischen Spielen teil. In Antwerpen scheiterte er im Wettbewerb über 100 Meter Freistil als Vierter seines Vorlaufs. In den Wettkämpfen über 400 und 1500 Meter Freistil erreichte er jeweils das Halbfinale. Mit der britischen Staffel über 4-mal 200 Meter Freistil wurde er Dritter und sicherte sich somit die Bronzemedaille. Vier Jahre später folgte seine zweite Olympiateilnahme. Bei den Spielen 1924 in Paris zog er in den Wettbewerben über 400 und 1500 Meter Freistil in das jeweilige Halbfinale ein. Mit der Staffel über 4-mal 200 Meter Freistil wurde er Fünfter. Zusätzlich nahm er bei diesen Spielen auch am Wasserballwettkampf teil. Dort erreichte er mit der britischen Mannschaft den zehnten Rang.
Nach dem Ende seiner aktiven Laufbahn betätigte sich Annison als Leiter von Badeanstalten. 1934 wurde er der erste Manager des Brighton Aquatic Stadium. 1936 erschien sein Buch Swimming, an instructional book for swimmers of all standards.